# Alonsoa acutifolia
Alonsoa acutifolia là một loài thực vật có hoa trong họ Huyền sâm. Loài này được Ruiz & Pav. mô tả khoa học đầu tiên năm 1798.